# 赫尔穆特·赖因哈德
赫尔穆特·赖因哈德（Hellmuth Reinhard，1911年7月24日—2002年10月28日），是一位纳粹德国党卫队突擊隊大隊領袖，因曾在1942-45年间于德占挪威担任盖世太保总指挥。战后，赖因哈德逃避抓捕近20年，最终在1964年被捕。1970年，赖因哈德获释，最终死于2002年。